# Ascanio

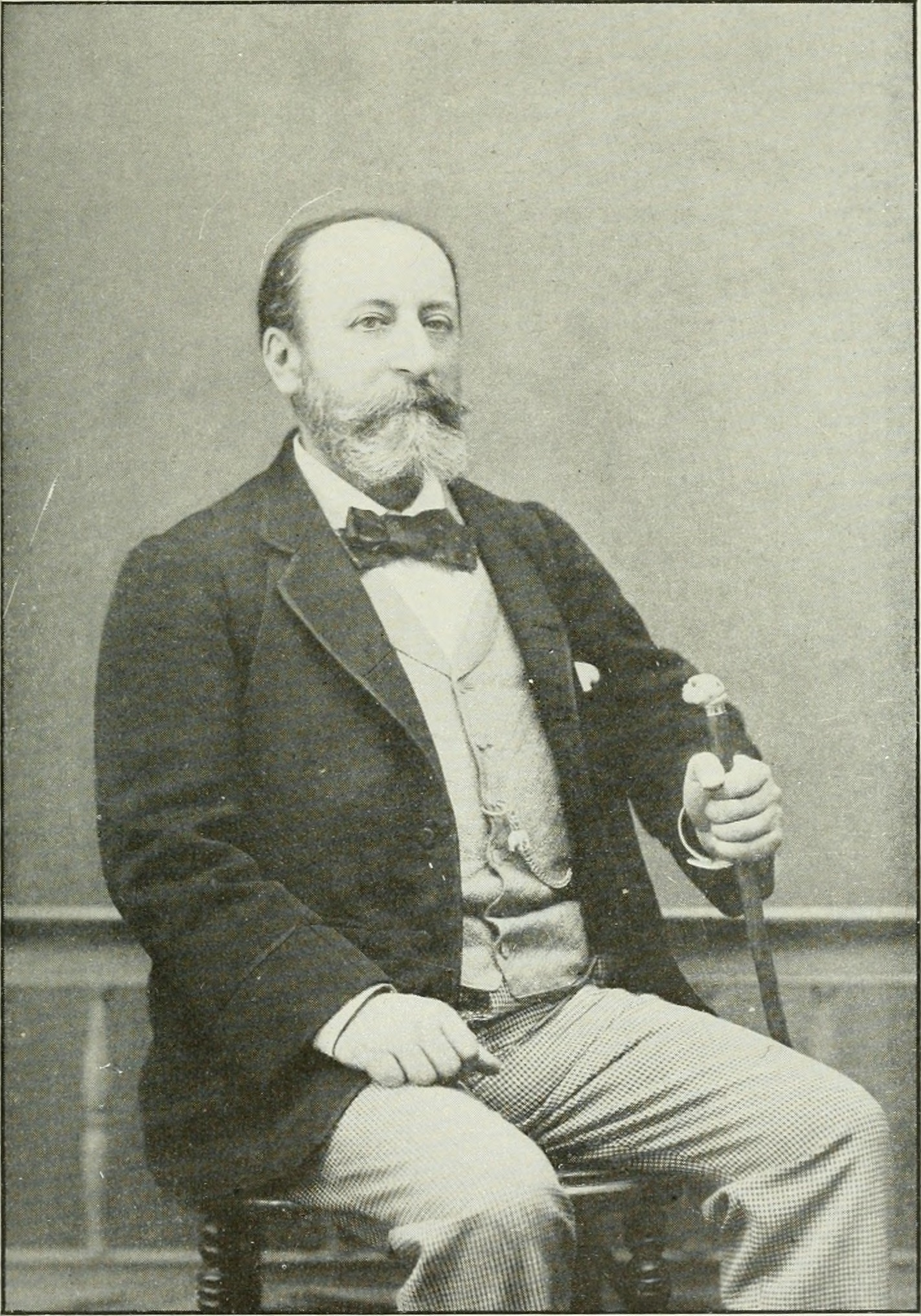
Camille Saint-Saëns 1893.

Ascanio är en grand opéra i fem akter och sju tablåer med musik av Camille Saint-Saëns. Librettot kretsar kring hjälten Ascanius, grundaren av staden Alba Longa i Italien.[källa behövs] Operans franskspråkiga libretto, av Louis Gallet, bygger på pjäsen Benvenuto Cellini från 1852 av Paul Meurice som i sin tur baserades på en historisk novell från 1843 skriven av Alexandre Dumas den äldre. Namnet ändrades till Ascanio för att undvika förväxling med Hector Berlioz opera Benvenuto Cellini.
Operan hade premiär den 21 mars 1890 på Académie Nationale de Musique i Paris, med kostymer av Charles Bianchini och dekor av Jean-Baptiste Lavastre och Eugène Carpezat (akterna I; II, scen 2; och III), Auguste-Alfred Rubé och Philippe Chaperon och Marcel Jambon (akt II, scen 1).

## Historik
Ascanio komponerades 1887-1888. Saint-Saëns valde den historiska figuren Benvenuto Cellini som ämne för sin opera till stor del tack vare sin vänskap med Meurice, som också hjälpte Dumas skriva romanen. Ämnet tilltalade även Saint-Saëns mångåriga önskan att skriva en opera om fransk historia. Librettot följer Meurices pjäs i stora drag, men den tar inte med en scen där Cellini blir utan metall medan han gjuter en staty. Den enda betydande avvikelsen från pjäsen återfinns i akt III som utspelas vid en fest på slottet i Fontainebleau. Musiken till denna akt inkluderar ett längre divertissement av 12 danser vilka högst påtagligt påminner om fransk barockopera. Saint-Saëns tillägnade den färdiga operan Pauline Viardot, den franska mezzosopranen och kompositören.
Operans premiär 1890 var ingen succé. Författaren George Bernard Shaw skrev efter premiären "Jag tänker inte ödsla några ord på musiken. Från början till slut innehåller den inte en enda originell fras." Operan sattes inte upp igen förrän 1921, Saint-Saëns dödsår; men ett utdrag av balettmusiken framförs ofta av flöjtister.

## Personer
| Roller                | Stämma    | Premiärbesättning 21 mars 1890 |
| --------------------- | --------- | ------------------------------ |
| Benvenuto Cellini     | baryton   | Jean-Louis Lassalle            |
| Ascanio               | tenor     | Émile Cossira                  |
| Frans I               | bas       | Pol Plançon                    |
| Karl V                | bas       | Eugène Bataille                |
| Hertiginnan d'Étampes | sopran    | Ada Adini                      |
| Scozzone              | kontraalt | Rosa Bosman                    |
| D'Estourville         | tenor     | Gallois                        |
| Colombe d'Estourville | sopran    | Emma Eames                     |
| D'Orbec               | tenor     | Tequi                          |
| Pagolo                | bas       | Crépeaux                       |
| En tiggare            | baryton   | Jean Martapoura                |
| Ursuline              | sopran    | Nastorg                        |
| Lady Périne           | stum roll |                                |

## Handling
Plats: Paris
Tid: 1539
Operan handlar om den historiska, italienska skulptören Benvenuto Cellini då han verkade vid kung Frans I:s hov i Fontainebleau och Paris.
Cellini och lärlingen Ascanio är båda förälskade i Colombe, dotter till provosten av Paris. Detta framkallar svartsjuka hos två kvinnor: Scozzone som själv är förälskad i Cellini, och hertiginnan som beundrar Ascanio. Cellini kliver tillbaka och låter Ascanio uppvakta Colombe, men när han inser att kvinnornas svartsjuka kan vara farlig för Colombe gömmer han henne i ett relikvarium som han byggt för ett kloster i trakten. Hertiginnan upptäcker planen och låter forsla relikvariet till sitt eget slott, där hon tänker låta Colombe kvävas till döda. Scozzone byter dock plats med Colombe. Cellini ber kungen att låta Ascanio och Colombe få gifta sig. Kungen går med på detta. Glädjen grumlas då det uppdagas att Scozzone har kvävts ihjäl och dött i Colombes ställe.

## Inspelningar
- Saint-Saëns: Ascanio - La Chanson de Scozzone, aria med recitativ av Régine Crespin med Alain Lombard & L'Orchestre de la Suisse Romande